# Francesco Cancellieri
Francesco Girolamo Cancellieri (Roma, 10 ottobre 1751 – Roma, 29 dicembre 1826) è stato uno storico, bibliotecario, bibliografo, e un erudito italiano, autore prolifico di numerose opere di storia, archeologia, liturgia e agiografia, alcune delle quali sono ancora inedite.

## Biografia
Giovanissimo, nel 1768, fu iscritto all'Accademia dell'Arcadia e cominciò a comporre versi che gli diedero una certa notorietà. Appartenente a una famiglia di modeste condizioni economiche, dopo la morte del padre (1771) fu costretto ad abbandonare gli studi e a cercare una sistemazione, anche con l'aiuto dello storico dei Gesuiti Giulio Cesare Cordara di cui Cancellieri era diventato factotum. Dopo esser stato per un breve periodo segretario del senatore Abbondio Rezzonico, riuscì a impiegarsi a Ferrara come segretario dell'arcivescovo Bernardino Giraud, e si trasferì nella città emiliana con la madre e le sorelle.
Tornato a Roma nel settembre 1774, in occasione del conclave da cui sarebbe stato eletto Pio VI, nella primavera del 1775 Francesco Cancellieri trovò finalmente una sistemazione a lui congeniale come bibliotecario del cardinale Leonardo Antonelli avendo a disposizione, per i suoi studi eruditi, una ricca biblioteca. Innamorato di Roma ne studiò la storia, i costumi, i monumenti, la liturgia cattolica, la topografia sacra, ecc. scrivendo una quantità notevole di saggi e volumi. Una caratteristica del Cancellieri è la successione dei fatti: le notizie vengono esposte apparentemente in modo disordinato, ma sono riordinate alla fine per mezzo di indici complessi e accurati. La tecnica sarà applicata anche da Gaetano Moroni, un erudito che si professerà allievo di Cancellieri.

## Opere
I manoscritti di Francesco Cancellieri, contenenti numerosi testi ancora inediti, sono conservati in gran parte fin dal 1840 nella Biblioteca Apostolica Vaticana (Vat. lat. nn. 9155-9205, 9672-9711, 9728-9733, 10323-10324, 12924, pp. 188–351). Altri manoscritti sono conservati nella Biblioteca Nazionale Centrale di Roma (Mss. vari, nn. 902-913).
Fra le sue opere edite:
- Sagrestia Vaticana eretta dal regnante pontefice Pio Sesto e descritta da Francesco Cancellieri Romano (1783, on-line)
- Descrizione delle cappelle pontificie et cardinalizie di tutto l'anno (1790, on-line)
- Storia de' solenni possessi dei Sommi Pontefici da Leone III a Pio VII (1802)
- Le Due nuove campane di Campidoglio... con varie notizie sopra i Campanili e sopra ogni sorta di Orologi, Roma 1806
- Il Mercato, il lago dell'Acqua Vergine ed il palazzo Panfiliano nel circo Agonale, detto volgarmente Piazza Navona (1811)
- Dissertazioni epistolari bibliografiche di Francesco Cancellieri sopra Cristoforo Colombo: di Cvccaro nel Monferrato, discopritore dell'America, e Giovanni Gersen di Cavaglia' abate di S. Stafano in Vercelli, avtore del libro De imitatione Christi, al ch. sig. cavaliere Gianfrancesco Galeani (1809, on-line)
- Dissertazione di Francesco Cancellieri intorno agli vomini dotati di gran memoria, Roma, 1815.
- Lettera di Francesco Cancellieri al ch. sig. dottore Koreff ...: sopra il tarantismo, l'aria di Roma, e della sua campagna, ed i Palazzi Pontificj entro, e fuori di Roma : con le notizie di Castel Gandolfo, e de' paesi circonvicini (1817 on-line)
- Descrizione delle funzioni della Settimana santa nella cappella pontificia (1818, on-line)
- Memorie raccolte da Francesco Cancellieri intorno alla vita ed alle opere del pittore cavaliere Giuseppe Errante di Trapani, defunto in Roma a' 16 di febbraio nell'anno 1821 (1821, on-line)
- Prospetto delle memorie storiche della basilica ostiense di San Paolo (1823)
- Notizie istoriche delle chiese di S. Maria in Julia, di S. Giovanni Calibita nell'Isola Licaonia, e di S. Tommaso degli Spagnuoli o della Catena: detta poi de'SS. Gio. e Petronio de'Bolognesi, col rame del quadro del Domenichino e con un'appendice di documenti e delle iscrizioni bolognesi (1823, on-line)
- Notizie istoriche delle stagioni e de' siti diversi in cui sono stati tenuti i conclavi nella città di Roma, con la descrizione della gran loggia da cui si annunzierà il nuovo papa (1823, on-line)
- Cenotaphium Leonardi Antonelli Cardinalis (1825, on-line)
- Lettera sopra una copia all'encausto della Scuola di Atene di Raffaello, ed un codice membranaceo di Ferdinando cordubense «De consultandi ratione» (1826, on-line)
- Le sette cose fatali di Roma antica (1842, on-line)E
- Elogio della chiara memoria dell'Emo.e Rvm.Sig. Cardinale Stefano Borgia, scritto in una lettera dal sig. Abate Francesco Cancellieri, Roma: Nella Stamperia Caetani al Colle Esquilino, 1805